# Kea Kühnel
Kea Kühnel (* 16. März 1991 in Bremerhaven) ist eine ehemalige deutsche Freestyle-Skierin. Sie startete in den Disziplinen Slopestyle und Big Air.

## Werdegang
Kühnel startete international erstmals im Februar 2016 beim Europacup auf der Seiser Alm und belegte dabei die Plätze 13 und acht im Slopestyle. Im folgenden Monat debütierte sie in Silvaplana im Freestyle-Skiing-Weltcup und errang dabei den 25. Platz im Slopestyle. Im Dezember 2016 erreichte sie in Mönchengladbach mit dem achten Platz im Big Air ihre erste Top-Zehn-Platzierung im Weltcup. Im Februar 2017 siegte sie beim Europacup in Bischofswiesen im Big Air. Im folgenden Monat kam sie bei den Weltmeisterschaften in der Sierra Nevada auf den 25. Platz im Slopestyle und erreichte in Voss mit dem dritten Platz im Big Air ihre erste Podestplatzierung im Weltcup. Die Saison beendete sie auf dem fünften Platz im Big-Air-Weltcup. In der Saison 2017/18 errang sie mit vier Top-Zehn-Platzierungen den achten Platz im Big-Air-Weltcup. Beim Saisonhöhepunkt, den Olympischen Winterspielen 2018 in Pyeongchang, gelang ihr der 18. Platz im Slopestyle. Anfang November 2018 wurde sie beim Weltcup in Modena Dritte im Big Air. Nach weiteren guten Ergebnissen belegte sie auch in der Big-Air-Gesamtwertung den dritten Platz. Ende November 2020 gab Kühnel im Alter von 29 Jahren ihr Karriereende bekannt.

## Privates
Kühnel schloss während ihrer aktiven Karriere ein Studium mit dem Bachelor in Wirtschaftswissenschaften und dem Master in Accounting, Auditing & Taxation ab.